# Kothigenbibersbach

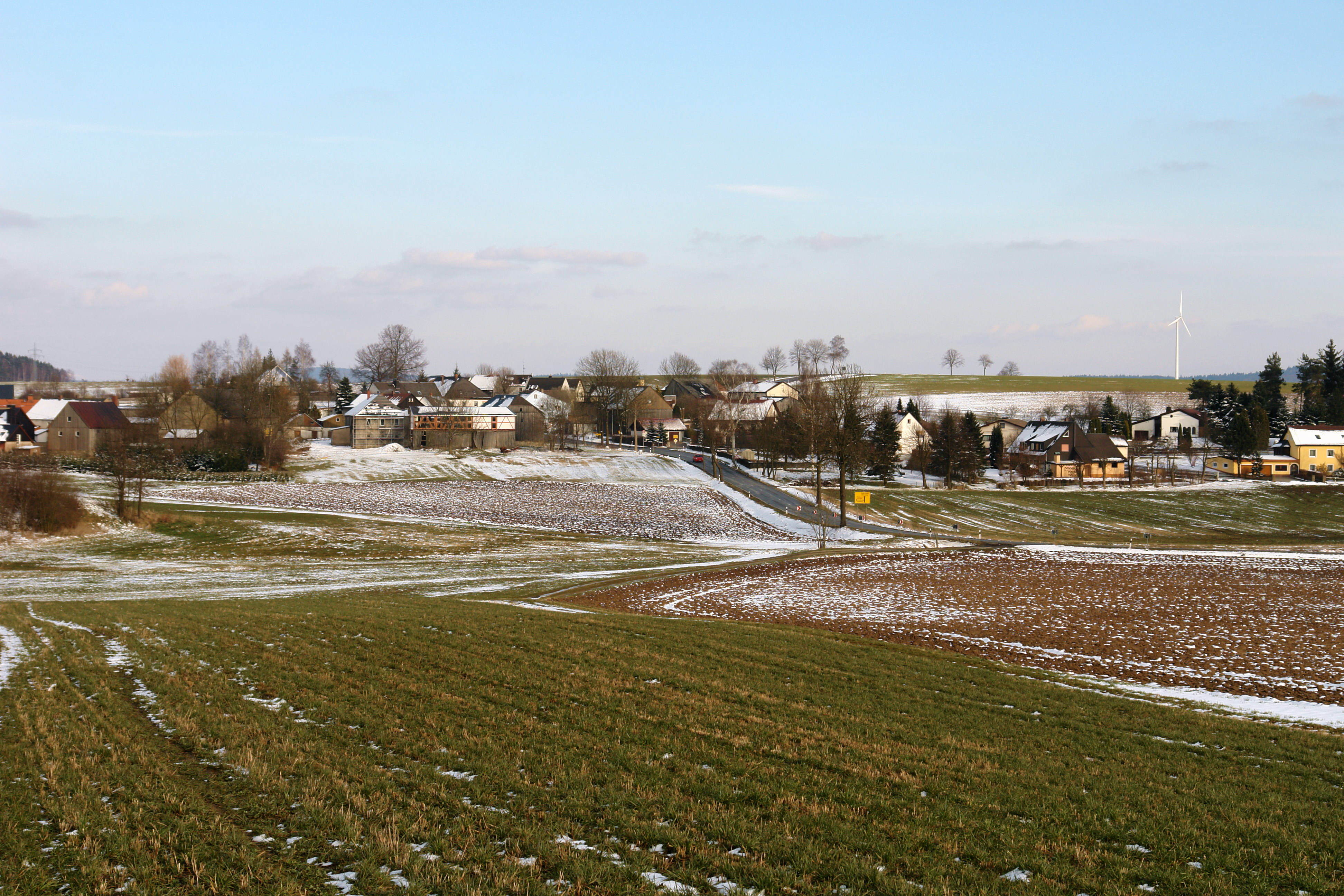
Kothigenbibersbach – Blick von Westen

Kothigenbibersbach ist ein Gemeindeteil des Marktes Thiersheim im Landkreis Wunsiedel im Fichtelgebirge (Oberfranken, Bayern).

## Geschichte
Das Dorf Kothigenbibersbach wurde erstmals im Jahre 1279 erwähnt. Der Name ist auf den  Eigenritter Ulrich von Piberspach zurückzuführen. Bis 1499 wurde der Ort unter dem Namen Pibersbach geführt, 1514/1515 kam der Name Kotissen Bibersbach auf. 1969 wurde der damaligen Gemeinde Kothigenbibersbach ein eigenes Wappen verliehen.
Durch den Arzt Christoph Keil wurde 1729 der Sauerbrunnen berühmt. Am 14. Juli 1957 fand die Einweihung des wieder erschlossenen Brunnens statt. Der Brunnenpavillon  ist noch vorhanden und schon von Weitem zu erkennen. Das wohlschmeckende Heilwasser wird über eine Handpumpe entnommen. Noch heute kommen die Leute von Nah und Fern, um das Wasser in Flaschen abzufüllen.
Zu Kothigenbibersbach gehören die Steinhäuser und die Karlmühle.
Anlässlich der Gebietsreform wurde am 31. März 1977 die Gemeinde Kothigenbibersbach aufgelöst: Ihr Gebiet wurde auf den Markt Thiersheim, die Gemeinde Schirnding und die Stadt Arzberg aufgeteilt.